# Флора, Фауна та Миле Сонечко
Флора, Фауна та Миле Сонечко (англ. Flora, Fauna, and Merryweather) — три добрі феї у фільмі Волта Діснея 1959 року «Спляча красуня». Вони описуються як хрещені та хранительки принцеси Аврори, які з'являються на хрестинках малої Аврори, щоб вручити їй свої чарівні дари світла.